# Gábor Baross

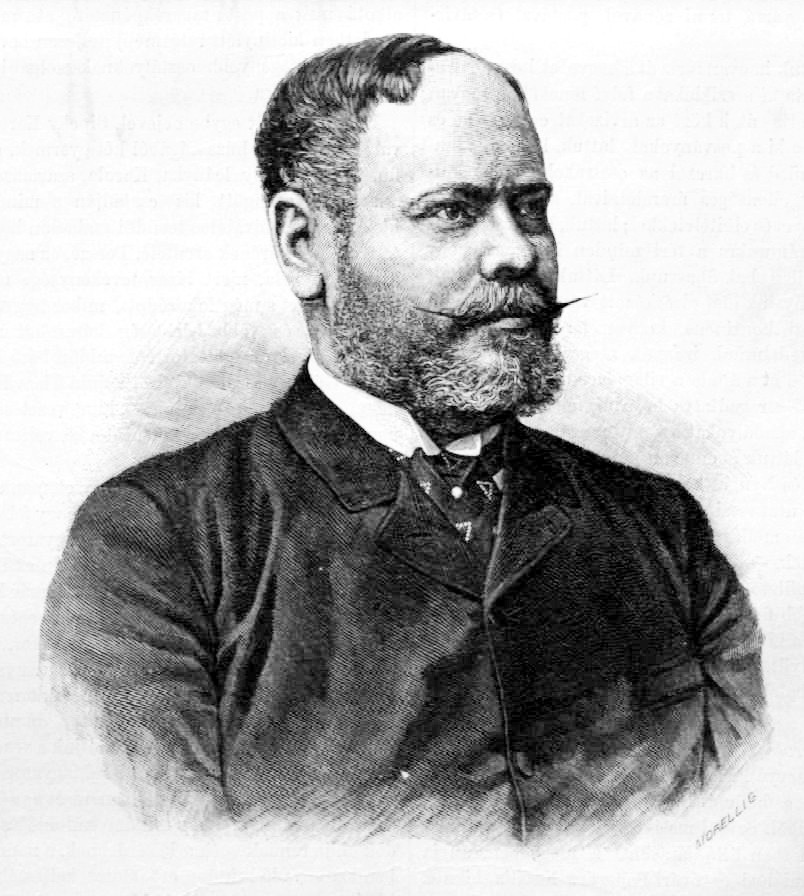
Gábor Baross

Gábor Baross von Bellus (* 6. Juli 1848 in Pruzsina; † 9. Mai 1892 in Budapest, Österreich-Ungarn) war ein ungarischer Staatsmann, Wirtschafts- und Verkehrspolitiker der Doppelmonarchie und Begründer des modernen Verkehrs- und Handelswesens in Ungarn.

## Leben und Wirken
Baross wurde in Pružina in der Nähe von Trencsén am 6. Juli 1848 geboren. Er war der Sohn des Richters Anton Baross (* 1819, † 1894) und dessen Ehefrau Natalia Maria Theodora  geb. von Pongrác (* 1825, † 1916). Seine Mittelschulen absolvierte er in Léva und im Gymnasium der Benediktiner in Esztergom (von 1861 bis 1865). Er besuchte die Juristische Fakultät der Universität in Pest und wurde nach deren Abschluss zum Komitatsbeamten in seiner Heimat Trencsén. Im Jahre 1875 wurde er als Abgeordneter in den ungarischen Reichstag gewählt. Im politischen Leben Ungarns wurde er zum Verfechter der Politik von Kálmán Tisza. Bereits 1878 wurde er zum Notar des Reichstages gewählt und im Jahre 1883 zum Staatssekretär im Ministerium für Verkehrswesen und Arbeitsdienst. Schnell wurde er zu einem der wichtigsten Stützen auf diesem Politikfeld, so wurde er im Jahre 1886 bereits zum Minister dieses Portfolios ernannt und übernahm drei Jahre später das Handelsministerium. Diesen Posten hatte er bis zu seinem Tod inne.

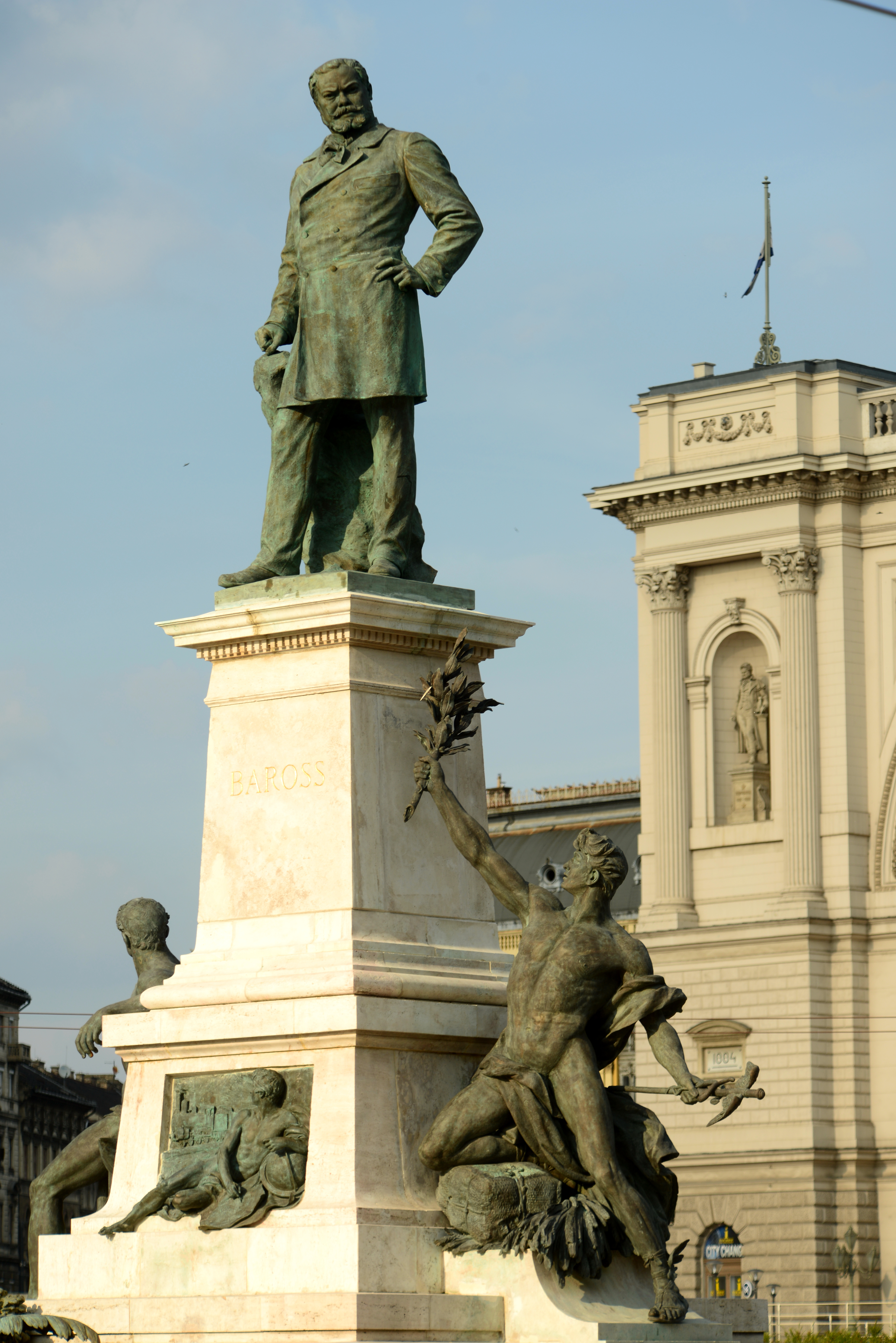
Die Statue von Gábor Baross in Budapest auf dem nach ihm benannten Platz vor dem Ostbahnhof

Als eine seiner wichtigsten Aufgaben sah Baross die Regulierung des unteren Donautales an. Im Jahre 1878 wurde beim Berliner Kongress Österreich-Ungarn mit der Regulierung der Donau am Eisernen Tor beauftragt. Die Fertigstellung der Arbeiten konnte Baross jedoch nicht mehr erleben, dazu kam es erst im Jahre 1896. Neben diesem Projekt war für Baross schon zu dieser Zeit die Entwicklung der Kommunikationswege, vor allem des Eisenbahnnetzes von besonderer Wichtigkeit. Dies verband er auch mit der Weiterentwicklung des Postwesens und der Telegrafie. Im Jahre 1890 wurde zwischen Wien und Budapest die erste Telefonleitung in Betrieb genommen. Zwischen 1886 und 1889 wurde auf seine Intention hin der Hafen von  Fiume bedeutend ausgebaut.
Als Handelsminister unterstützte er die Entwicklung der ungarischen Industrie: seine Politik zielte darauf, dass die staatseigenen Betriebe ihre Bedürfnisse durch ungarische Lieferanten versehen lassen sollten. Mehr als 100 Betriebsgründungen werden mit seinem Namen in Verbindung gebracht. Er unterstützte auch die Entwicklung der Industrie- und Handelskammern in Ungarn und gründete das Ungarische Verkehrsmuseum.
Gábor Baross verstarb am 9. Mai 1892 infolge einer Lungenentzündung in Budapest im Alter von 44 Jahren. Laut seiner Lebenschronik hat er sich die Lungenentzündung bei der Beaufsichtigung der Arbeiten am Eisernen Tor zugezogen. Seine sterblichen Überreste wurden an seinen Wohnort in Klobusicz überführt und in einem Mausoleum am dortigen Friedhof bestattet.

## Nachleben
Baross wurde auf Kosten des Königreichs Ungarn in einem Mausoleum in Klobusicz, in der Nähe von Ilava im Waag-Tal beigesetzt.
In Budapest wurden zwölf Straßen und Plätze nach ihm benannt, ebenso gibt es nach ihm benannte Wege in Győr, Zalaegerszeg und Mohács.
Sein Heimatort Pružina führte nach seinem Tode den ungarischen Namen Barossháza.

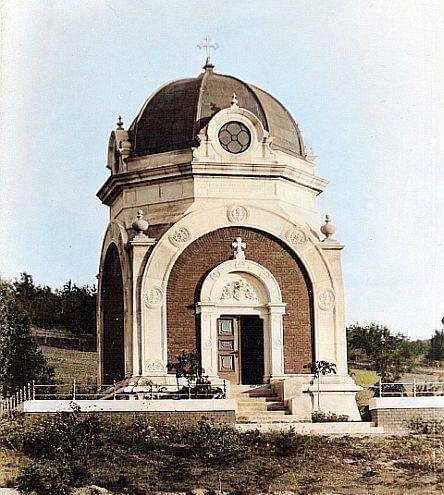
Barosmausoleum in Klobusicz (heute Ilava)

Seinen Namen tragen im heutigen Ungarn dutzende Grund- und Fachschulen, die  Ungarischen Staatsbahnen haben ein nach Baross benanntes Ausbildungszentrum. Das Ungarische Amt für Forschung und Technologie hat sein Programm zur Infrastrukturentwicklung im Bereich Forschung und Entwicklung ebenfalls nach Gábor Baross benannt. Zudem besteht seit dem Jahre 2003 eine von ungarischen Intellektuellen gegründete Baross Gábor Gesellschaft für Nationale Wirtschaftsförderung.